# 알프레도 페라리
알프레도 페라리(이탈리아어: Alfredo Ferrari, 1932년 1월 19일 ~ 1956년 6월 30일)는 이탈리아의 자동차 엔지니어였다. 엔초 페라리의 첫째 아들이었다. 그는 듀센 근이영양증 진단을 받았고 24세의 나이로 사망했다. 그의 사망 후, 페라리는 알프레도가 사망 당시 작업 중이던 엔진이 장착된 자동차의 이름을 그의 명예를 기리기 위해 "디노"로 지었다.